# 万纳瓦·安布苏万
万纳瓦·安布苏万（1993年7月15日—），泰國男子羽毛球運動員，專長雙打項目。

## 簡歷
2015年5月，万纳瓦·安布苏万出戰樂魚國際系列賽，與提恩·伊斯里亚内特合作贏得男子雙打冠軍；年內，二人又合作巴林國際挑戰賽亞軍和印度國際挑戰賽冠軍。

## 主要比賽成績
只列出曾進入準決賽的國際賽事成績：
| 年份   | 賽事                     | 公開賽級別 | 項目     | 拍檔                | 成績   |
| ------ | ------------------------ | ---------- | -------- | ------------------- | ------ |
| 2013年 | 樂魚羽毛球國際系列賽     | 國際系列賽 | 男子雙打 | 帕迪帕特·查拉查勒姆 | 冠軍   |
| 2013年 | 樂魚羽毛球國際系列賽     | 國際系列賽 | 混合雙打 | 罗乍那·楚他汶迪恭   | 亞軍   |
| 2013年 | 美國羽毛球黃金大獎賽     | 黃金大獎賽 | 男子雙打 | 帕迪帕特·查拉查勒姆 | 準決賽 |
| 2015年 | 樂魚羽毛球國際系列賽     | 國際系列賽 | 男子雙打 | 提恩·伊斯里亚内特   | 冠軍   |
| 2015年 | 東南亞運動會羽毛球比賽   | 其他       | 男子團體 | －                  | 銀牌   |
| 2015年 | 新加坡羽毛球國際系列賽   | 國際系列賽 | 男子雙打 | 提恩·伊斯里亚内特   | 準決賽 |
| 2015年 | 新加坡羽毛球國際系列賽   | 國際系列賽 | 混合雙打 | 帕冲攀·磋楚翁       | 準決賽 |
| 2015年 | 巴林羽毛球國際挑戰賽     | 國際挑戰賽 | 男子雙打 | 提恩·伊斯里亚内特   | 亞軍   |
| 2015年 | 印度羽毛球國際挑戰賽     | 國際挑戰賽 | 男子雙打 | 提恩·伊斯里亚内特   | 冠軍   |
| 2016年 | 越南羽毛球國際挑戰賽     | 國際挑戰賽 | 混合雙打 | 参尼莎·提查沃拉信昆 | 準決賽 |
| 2016年 | 世界大學生羽毛球錦標賽   | 其他       | 男子雙打 | 提恩·伊斯里亚内特   | 季軍   |
| 2017年 | 世界大學運動會羽毛球比賽 | 其他       | 混合團體 | －                  | 銅牌   |

| 2007-2017年 | 首要超級賽 | 超級賽 | 黃金大獎賽 | 大獎賽 | 國際挑戰賽 | 國際系列賽 | 未來系列賽 | 其他 |

| 2018-2026年 | 總決賽 | 超級1000賽 | 超級750賽 | 超級500賽 | 超級300賽 | 超級100賽 | 國際挑戰賽 | 國際系列賽 | 未來系列賽 | 其他 |

### 奧運會和世錦賽參賽紀錄
|          | 搭檔                | 2014 |
| -------- | ------------------- | ---- |
| 男子雙打 | 帕迪帕特·查拉查勒姆 | 16強 |